# JSHint
JSHint — це інструмент статичного аналізу коду, що використовується в розробці ПЗ для перевірки, чи вихідний код на JavaScript відповідає правилам кодування. Інструмент цей було відгалужено від проекту Даґласа Кракфорда під назвою jslint, оскільки оригінал не мав потрібної кількості налаштувань. Існує також інтернет-версія продукту, доступна на офіційному сайті, де користувачі можуть вставляти код, щоб запустити програму в режимі онлайн. В командному рядку версія jshint, працює як модуль Node.js і дозволяє автоматизувати один lint-процес та інтегрувати jshint на сайт у процесі розвитку.

## Ліцензія
Jshint поширюється під ліцензією mit, за винятком одного файлу під ліцензією JSLint, яка являє собою трохи модифікований варіант ліцензії mit. Додатковий пункт ліцензії вказує, що програма повинна використовуватися на благо, а не для злих намірів, що робить ліцензію невільною.

## Додатково
- Zakas, Nicholas (May 2012). Maintainable JavaScript (вид. 1). O'Reilly Media. ISBN 978-1-449-32768-2. Архів оригіналу за 4 березня 2017. Процитовано 21 червня 2016.
- Otero, Cesar (May 2012). Professional jQuery (вид. 1). John Wiley & Sons. ISBN 978-1-118-02668-7. Архів оригіналу за 4 березня 2017. Процитовано 21 червня 2016.
- Ullman, Larry (February 2012). Modern JavaScript: Develop and Design (вид. 1). Peachpit Press. ISBN 978-0321812520. Архів оригіналу за 4 березня 2017. Процитовано 21 червня 2016.
- JSHint - the (gentler) JavaScript code quality tool. IProgrammer. 21 лютого 2011. Архів оригіналу за 23 лютого 2011. Процитовано 6 червня 2012.